# Municipio de Pine (Míchigan)
El municipio de Pine (en inglés: Pine Township) es un municipio ubicado en el condado de Montcalm en el estado estadounidense de Míchigan. En el año 2010 tenía una población de 1834 habitantes y una densidad poblacional de 19,63 personas por km².

## Geografía
El municipio de Pine se encuentra ubicado en las coordenadas 43°20′39″N 85°16′24″O / 43.34417, -85.27333. Según la Oficina del Censo de los Estados Unidos, el municipio tiene una superficie total de 93.43 km², de la cual 90.61 km² corresponden a tierra firme y (3.02%) 2.82 km² es agua.

## Demografía
Según el censo de 2010, había 1834 personas residiendo en el municipio de Pine. La densidad de población era de 19,63 hab./km². De los 1834 habitantes, el municipio de Pine estaba compuesto por el 97.71% blancos, el 0.38% eran afroamericanos, el 0.27% eran amerindios, el 0.16% eran asiáticos, el 0.22% eran isleños del Pacífico, el 0.11% eran de otras razas y el 1.15% pertenecían a dos o más razas. Del total de la población el 1.53% eran hispanos o latinos de cualquier raza.